# Mama Kin
Mama Kin är en låt av Aerosmith, skriven av sångaren Steven Tyler och gitarristen Joe Perry. Låten släpptes på debutalbumet Aerosmith 1973 och nådde plats nummer 75 på Billboard Hot 100. Låtens text handlar om att man ska hålla ihop inom familjen. Låten har funnits med på alla bandets turnéer. Bandet Guns N Roses förde under 1980-talet fram låten ordentligt i rampljuset igen, då de bland annat 1988 inkluderade sin version av den på sitt storsäljande album G N' R Lies. Det finns numera även ett svenskt hårdrock-band (Karlstad) som tagit sitt namn efter denna låt. De släppte 2009 debutalbumet "In The City".